# St. Petri-Pauli (Günstedt)

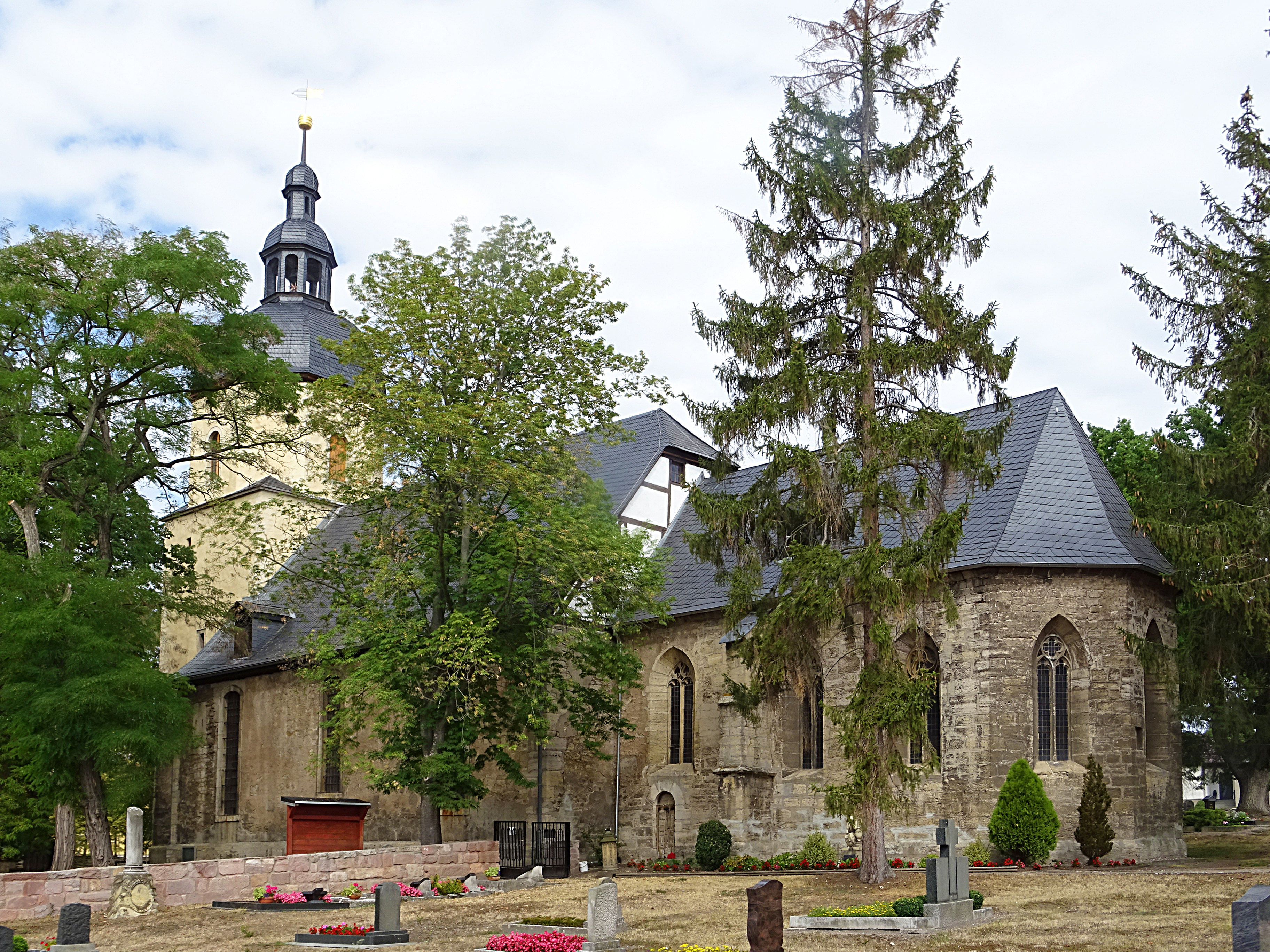
Die Kirche

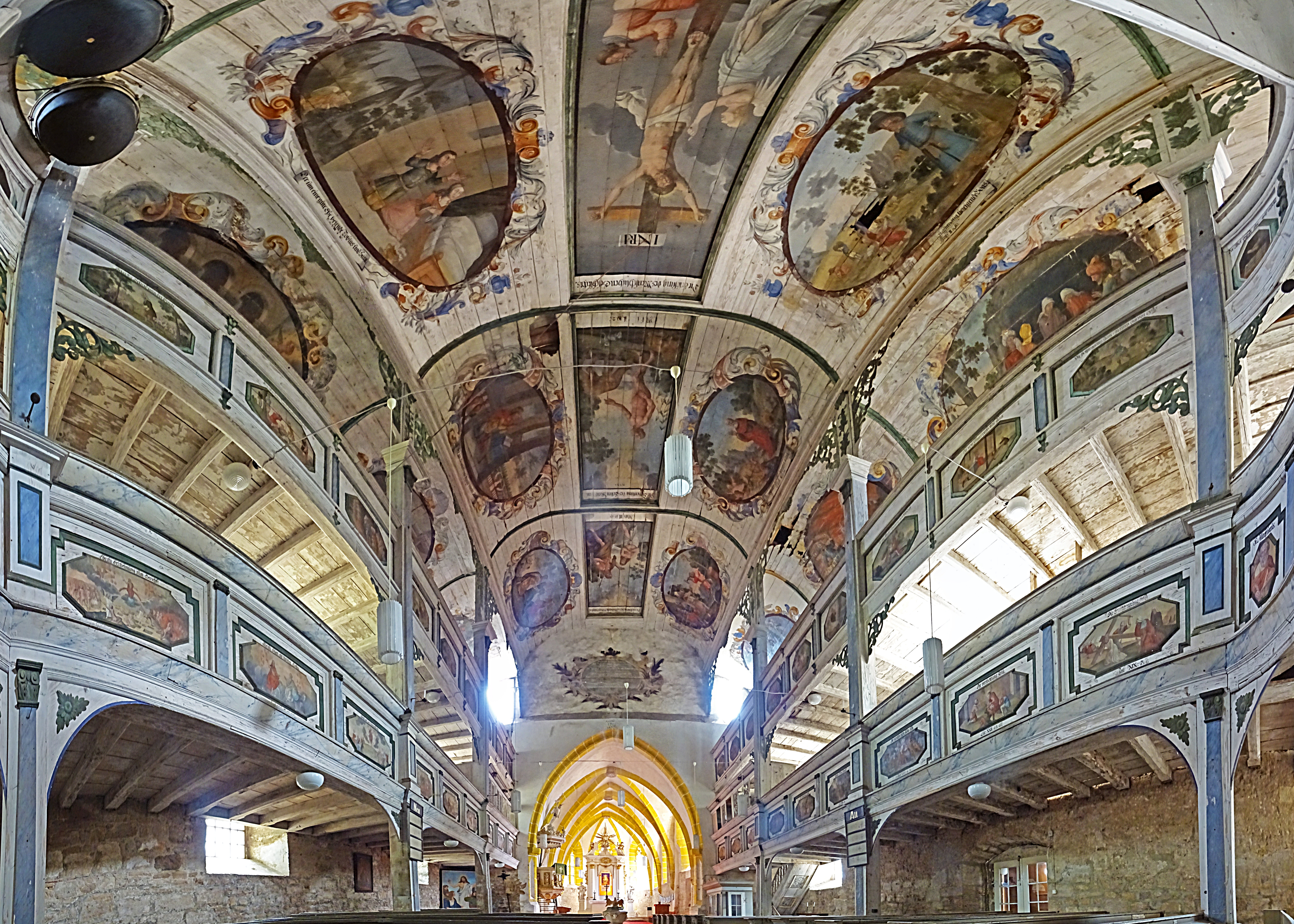
Blick zum Chor

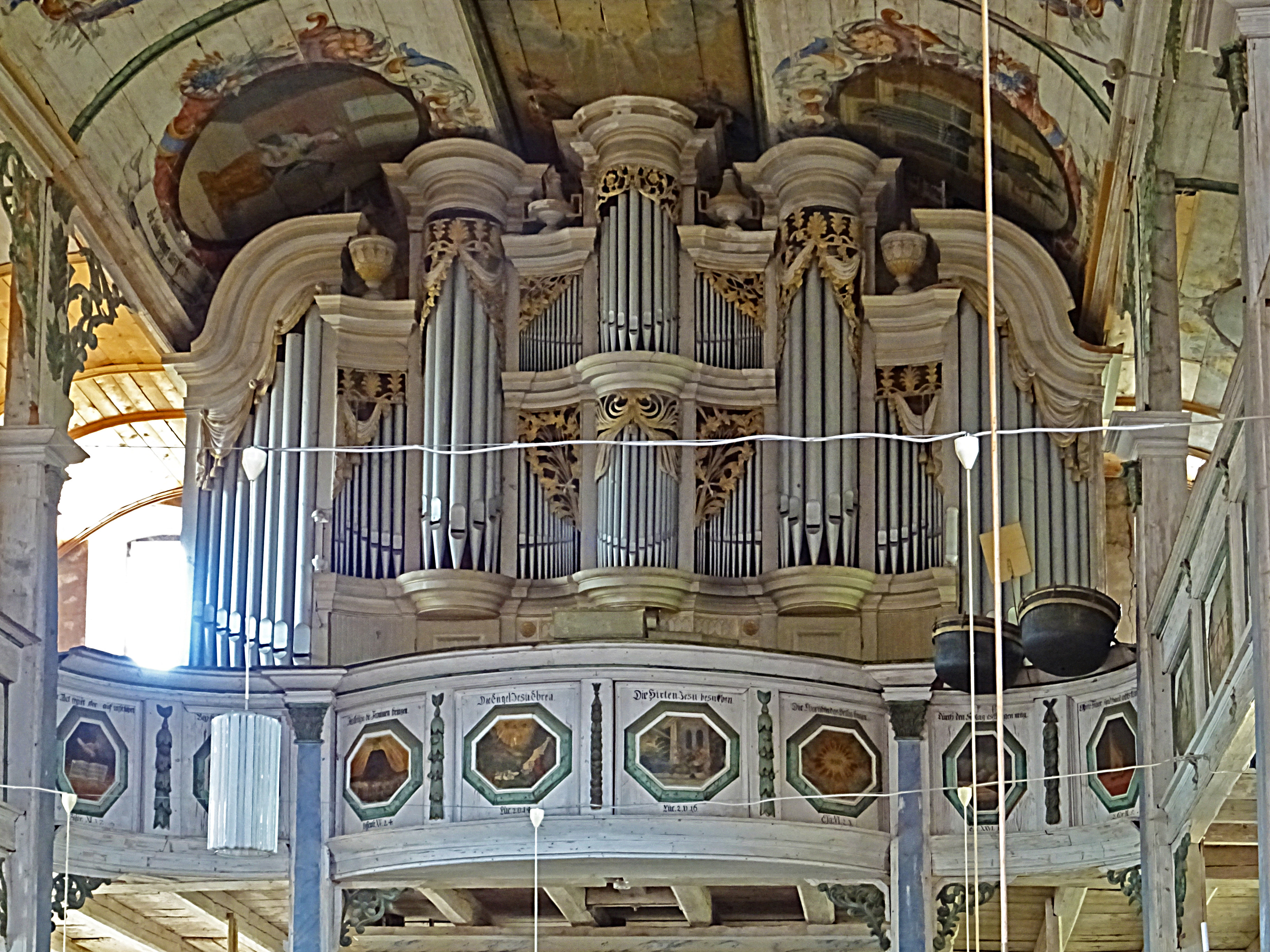
Die Orgel

Die evangelische Dorfkirche St. Petri-Pauli steht in der Gemeinde Günstedt im Landkreis Sömmerda in Thüringen. Sie gehört zum Pfarrbereich Weißensee im Kirchenkreis Eisleben-Sömmerda der Evangelischen Kirche in Mitteldeutschland.

## Geschichte
Bereits im Mittelalter war Günstedt ein beliebter Wallfahrtsort und erreichte durch den Ablasshandel auch über die Region hinaus einen besonderen Bekanntheitsgrad. 1276 wird eine „ecclesia in Gunstete“ erwähnt. Das aus Natursteinen errichtete Kirchenbauwerk ist dreigliedrig. Während der gotische Chor vermutlich aus dem 14. Jahrhundert stammt, entstanden Kirchenschiff und Turm in den Jahren 1705 bis 1716; sie stellen einen der Zeit entsprechenden Barockbau dar. Ausstattung und Einbauten aus dieser Zeit, zum Beispiel der Altar und der Taufstein, sind nahezu vollständig erhalten. Weit über das übliche Maß an Bauernmalerei hinaus geht die künstlerisch überdurchschnittlich qualitative Ausmalung des Kircheninnenraumes und der Decken und Emporen mit biblischen Darstellungen des alten und neuen Testaments. Eine Tafel, die mit dem Abschluss der Malerarbeiten 1728 in der Kirche angebracht wurde, erläutert: „Diese Himmelsgewölbe mit dem Bogen auf beiden Seiten, präsentiert in Bildern nach den drey Hauptständen die Pflichten eines wahren zum Himmel weisenden Christen, recht zu glauben fleißig zu helfen gottselig zu leben gesittet zu leiden und selig zu sterben“. Mit den 300 Jahre alten Deckengemälden ist die Kirche zudem ein Architekturdenkmal.
Von der mittelalterlichen Ausstattung sind spätgotische Schnitzfiguren erhalten, die Christus in der Rast und ein Kruzifix darstellen.
Die Orgel wurde laut Inschrift 1806–13 erbaut und ist ein Werk des Kölledaer Orgelbauers Johann Heinrich Hartung mit damals 33 Registern auf zwei Manualen und Pedal. 1934 wurde durch Wiegand Helfenbein ein Umbau vorgenommen.

## Stiftung KiBa
Durch Mitwirkung der Deutschen Stiftung Denkmalschutz und der Stiftung KiBa wurde 2010 das Chordach erneuert, eine neue Schieferdeckung und die Schwammsanierung erfolgten ebenfalls.